# Haydn Fleury
Haydn Fleury, född 8 juli 1996, är en kanadensisk professionell ishockeyback som spelar för Tampa Bay Lightning i NHL.
Han har tidigare spelat för Carolina Hurricanes, Anaheim Ducks och Seattle Kraken i NHL; Charlotte Checkers i AHL samt Red Deer Rebels i WHL.
Fleury draftades av Carolina Hurricanes i första rundan i 2014 års draft som sjunde spelare totalt.
Han blev vald av Seattle Kraken vid NHL:s expansionsdraft 2021, precis som sin bror Cale Fleury.

## Statistik
| 2009–2010  | Camrose Kodiaks     | AMBHL      | 33  | 1  | 8   | 9   | 36  | —  | — | — | —  | —  |
| 2010–2011  | Notre Dame Hounds   | SSMHL      | 21  | 7  | 19  | 26  | 30  | —  | — | — | —  | —  |
|            | Notre Dame Argos    | SMAAAHL    | 3   | 0  | 1   | 1   | 0   | —  | — | — | —  | —  |
| 2011–2012  | Notre Dame Argos    | SMAAAHL    | 39  | 6  | 15  | 21  | 60  | 8  | 1 | 4 | 5  | 8  |
|            | Red Deer Rebels     | WHL        | 4   | 0  | 0   | 0   | 0   | —  | — | — | —  | —  |
| 2012–2013  | Red Deer Rebels     | WHL        | 66  | 4  | 15  | 19  | 21  | 9  | 0 | 2 | 2  | 4  |
| 2013–2014  | Red Deer Rebels     | WHL        | 70  | 8  | 38  | 46  | 46  | 1  | 0 | 0 | 0  | 0  |
| 2014–2015  | Red Deer Rebels     | WHL        | 63  | 6  | 22  | 38  | 63  | 5  | 1 | 1 | 2  | 2  |
|            | Charlotte Checkers  | AHL        | 1   | 1  | 0   | 1   | 0   | —  | — | — | —  | —  |
| 2015–2016  | Red Deer Rebels     | WHL        | 56  | 12 | 29  | 41  | 50  | 17 | 4 | 5 | 9  | 20 |
| 2016–2017  | Charlotte Checkers  | AHL        | 69  | 7  | 19  | 26  | 8   | 5  | 0 | 0 | 0  | 0  |
| 2017–2018  | Carolina Hurricanes | NHL        | 67  | 0  | 8   | 8   | 14  | —  | — | — | —  | —  |
|            | Charlotte Checkers  | AHL        | 3   | 1  | 1   | 2   | 0   | 8  | 2 | 2 | 4  | 14 |
| 2018–2019  | Carolina Hurricanes | NHL        | 20  | 0  | 1   | 1   | 2   | 9  | 0 | 0 | 0  | 2  |
|            | Charlotte Checkers  | AHL        | 28  | 2  | 8   | 10  | 32  | 11 | 2 | 4 | 6  | 8  |
| 2019–2020  | Carolina Hurricanes | NHL        | 45  | 4  | 10  | 14  | 8   | 8  | 2 | 0 | 2  | 6  |
| 2020–2021  | Carolina Hurricanes | NHL        | 35  | 1  | 0   | 1   | 6   | —  | — | — | —  | —  |
|            | Anaheim Ducks       | NHL        | 12  | 2  | 1   | 3   | 2   | —  | — | — | —  | —  |
| 2021–2022  | Seattle Kraken      | NHL        | 36  | 2  | 2   | 4   | 13  | —  | — | — | —  | —  |
| 2022–2023  | Tampa Bay Lightning | NHL        | 29  | 0  | 1   | 1   | 14  | 1  | 0 | 0 | 0  | 0  |
| NHL totalt | NHL totalt          | NHL totalt | 244 | 9  | 23  | 32  | 59  | 18 | 2 | 0 | 2  | 8  |
| AHL totalt | AHL totalt          | AHL totalt | 101 | 11 | 28  | 29  | 40  | 24 | 4 | 6 | 10 | 22 |
| WHL totalt | WHL totalt          | WHL totalt | 259 | 30 | 104 | 134 | 180 | 32 | 5 | 8 | 13 | 26 |

### Internationellt
| Källa: Uppdaterad: 2017-10-09 | Källa: Uppdaterad: 2017-10-09 | Källa: Uppdaterad: 2017-10-09 |         | Utv = Utvisningsminuter | Utv = Utvisningsminuter | Utv = Utvisningsminuter | Utv = Utvisningsminuter | Utv = Utvisningsminuter |
| År                            | Lag                           | Mästerskap                    | Matcher | Mål                     | Assists                 | Poäng                   | Utv                     |                         |
| ----------------------------- | ----------------------------- | ----------------------------- | ------- | ----------------------- | ----------------------- | ----------------------- | ----------------------- | ----------------------- |
| 2013                          | Kanada                        | Ivan Hlinka                   | 5       | 1                       | 0                       | 1                       | 6                       |                         |
| 2014                          | Kanada                        | U18-VM                        | 7       | 0                       | 1                       | 1                       | 4                       |                         |
| 2016                          | Kanada                        | JVM                           | 5       | 0                       | 1                       | 1                       | 0                       |                         |
| Junior totalt                 | Junior totalt                 | Junior totalt                 | 17      | 1                       | 2                       | 3                       | 10                      |                         |